# Brottning vid olympiska sommarspelen 1936
Brottningen vid olympiska sommarspelen 1936 hölls i Berlin och var uppdelat i två discipliner; grekisk-romersk stil och fristil. Tävlingarna var endast öppna för män. 

## Medaljer

### Medaljsummering
| Plac. | Land            | Guld | Silver | Brons | Totalt antal medaljer |
| ----- | --------------- | ---- | ------ | ----- | --------------------- |
| 1     | Sverige         | 4    | 3      | 2     | 9                     |
| 2     | Ungern          | 3    | 0      | 1     | 4                     |
| 3     | Finland         | 2    | 1      | 3     | 6                     |
| 4     | Estland         | 2    | 1      | 2     | 5                     |
| 5     | USA             | 1    | 3      | 0     | 0                     |
| 6     | Turkiet         | 1    | 0      | 1     | 2                     |
| 7     | Frankrike       | 1    | 0      | 0     | 1                     |
| 8     | Tyskland        | 0    | 3      | 4     | 7                     |
| 9     | Tjeckoslovakien | 0    | 2      | 0     | 2                     |
| 10    | Lettland        | 0    | 1      | 0     | 1                     |
| 11    | Kanada          | 0    | 0      | 1     | 1                     |

## Medaljtabell

### Fristil, herrar
| Klass                     | Guld                         | Silver                          | Brons                          |
| Bantamvikt Detaljer...    | Ödön Zombori · Ungern        | Ross Flood · USA                | Johannes Herbert · Tyskland    |
| Fjädervikt Detaljer...    | Kustaa Pihlajamäki · Finland | Francis Millard · USA           | Gösta Frändfors · Sverige      |
| Lättvikt Detaljer...      | Károly Kárpáti · Ungern      | Wolfgang Ehrl · Tyskland        | Hermanni Pihlajamäki · Finland |
| Weltervikt Detaljer...    | Frank Lewis · USA            | Thure Andersson · Sverige       | Joe Schleimer · Kanada         |
| Mellanvikt Detaljer...    | Emile Poilvé · Frankrike     | Richard Voliva · USA            | Ahmet Kireççi · Turkiet        |
| Lätt tungvikt Detaljer... | Knut Fridell · Sverige       | August Neo · Estland            | Erich Siebert · Tyskland       |
| Tungvikt Detaljer...      | Kristjan Palusalu · Estland  | Josef Klapuch · Tjeckoslovakien | Hjalmar Nyström · Finland      |

### Grekisk-romersk stil, herrar
| Klass                     | Guld                        | Silver                        | Brons                       |
| Bantamvikt Detaljer...    | Márton Lõrincz · Ungern     | Egon Svensson · Sverige       | Jakob Brendel · Tyskland    |
| Fjädervikt Detaljer...    | Yaşar Erkan · Turkiet       | Aarne Reini · Finland         | Einar Karlsson · Sverige    |
| Lättvikt Detaljer...      | Lauri Koskela · Finland     | Jozef Herda · Tjeckoslovakien | Voldemar Väli · Estland     |
| Weltervikt Detaljer...    | Rudolf Svedberg · Sverige   | Fritz Schäfer · Tyskland      | Eino Virtanen · Finland     |
| Mellanvikt Detaljer...    | Ivar Johansson · Sverige    | Ludwig Schweickert · Tyskland | József Palotás · Ungern     |
| Lätt tungvikt Detaljer... | Axel Cadier · Sverige       | Edvīns Bietags · Lettland     | August Neo · Estland        |
| Tungvikt Detaljer...      | Kristjan Palusalu · Estland | John Nyman · Sverige          | Kurt Hornfischer · Tyskland |